# Digital Imaging Websites Association
Digital Imaging Websites Association (DIWA), en uafhængig international sammenslutning bestående af web-baserede special-magasiner omhandlende digitale billedprodukter. 
Organisationen udfører anmeldelser samt giver information om digitale produkter blandt andet digitale-fotografiapparater. 
DIWA 
- har et udviklet et standard testsystem som medlemmerne skal følge når et produkt anmeldes.

- tildeler priser hele året, kulminerende i en årlig platin medalje der tildeles det/ de bedste produkter.

## Ekstern henvisning
- DIWA, hjemmeside Arkiveret 29. december 2019 hos  Wayback Machine